# کردهای ارمنستان

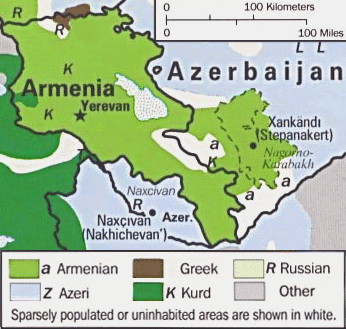
جمعیت کرد ارمنستان به سبز تیره.

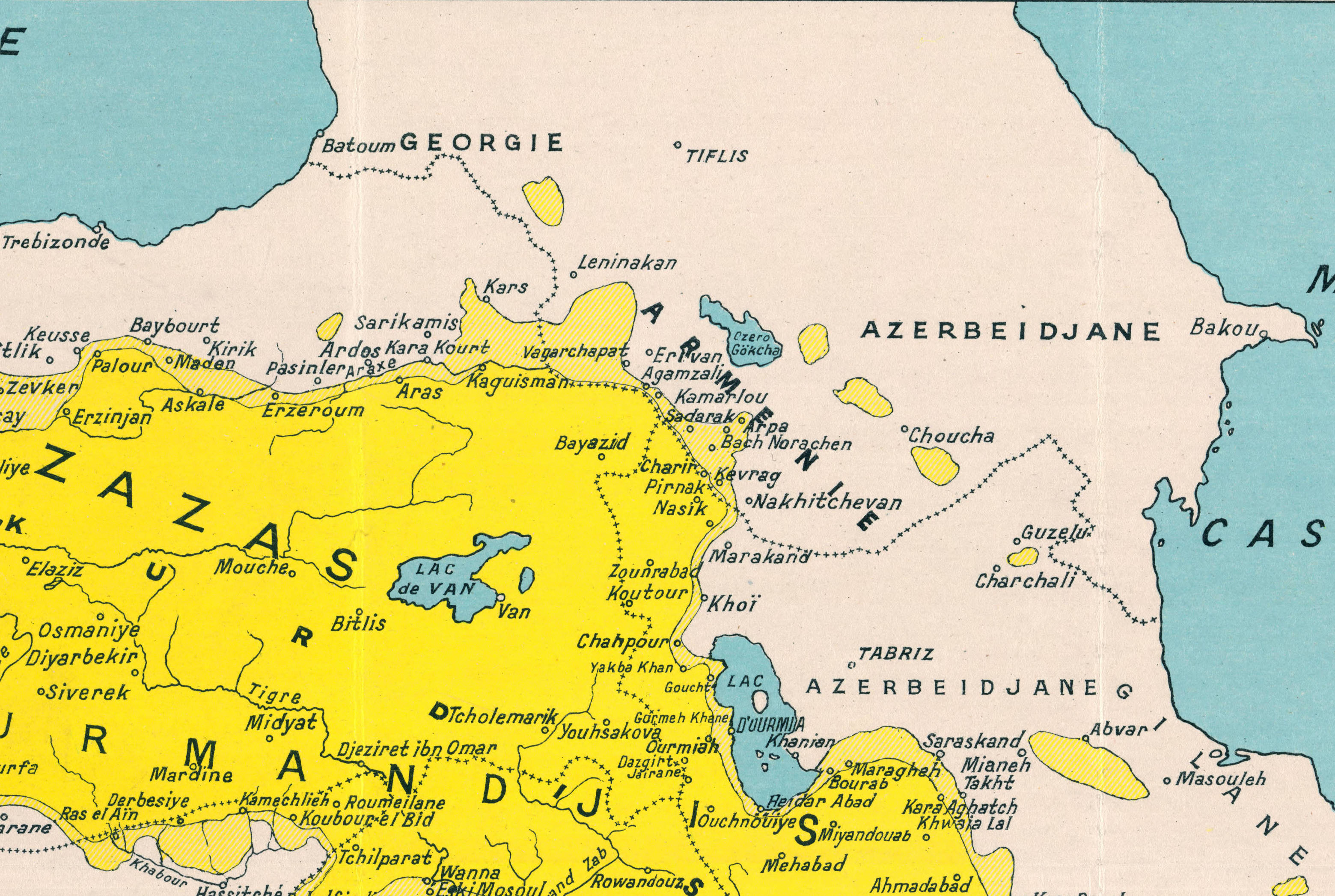
کردهای ارمنستان و جمهوری آذربایجان به رنگ زرد.

کُردهای ارمنستان، یک جامعهٔ کوچک ولی فعال از مردم کُرد در ارمنستان هستند که محل تجمع عمدهٔ آنها در استان آراگاتسوتن در ۲۰ مایلی شمال غربی ایروان است. تعدادی از آنها هم در آپاران و تالین زندگی می‌کنند. کُردهای مسلمان و مسیحی با کُردهای یزیدی دارای مذهب متفاوتی هستند. کُردهای مسلمان ارمنستان عمدتاً سنی هستند. برخی از کُردها به دامداری می‌پردازند و یک زندگی نیمه‌عشایری دارند.
در انستیتوی مطالعات شرقی دانشگاه دولتی ایروان رشتۀ کردشناسی تدریس می‌شود. همچنین اتحادیه نویسندگان کرد در این کشور تأسیس شده‌است. کردها همچنین روزنامه‌ای به نام ڕیا تازە (در کُردی به معنی راه نو) را به زبان کردی کرمانجی در فاصلۀ سال‌های ۱۹۳۰ تا ۲۰۰۳ منتشر می‌کردند. کُردها همچنین دارای برنامه‌های رادیوئی ویژۀ خود هستند. در ارمنستان شخصیت‌های برجستۀ کُرد زندگی کرده‌اند و حضور کردهای مسلمان در ارمنستان عمدتاً بر اثر سیاست‌های نژادپرستانه مقامات دولت عثمانی در قتل عام اقوام غیرترک بوده‌است.
کردها در منطقۀ قفقاز جنوبی بین قرون دهم تا دوازدهم میلادی در میان رود کورا و ارس ظاهر شدند و سلسلهٔ کُردی شدادیان را تأسیس کردند. اسکان وسیع کردها بعد از الحاق قفقاز جنوبی به روسیه در آغاز قرن نوزدهم از کردستان به قفقاز صورت گرفته‌است. روابط بین کردها و مقامات ترک همواره بد بوده، به گونه‌ای که کردها همیشه مورد تعقیب و آزار و حتی کشتار قرار گرفته‌اند و همین امر موجبات مهاجرت آنان به سرزمین‌های تحت کنترل روسیه را فراهم آورده است. حدود ششصد خانوار کرد در منطقۀ قره‌باغ اسکان داده شدند.
گفته شده که بخشی از کردهای ارمنستان بویژه بعد از دو جنگ کریمه و ایران و روس که هر دو در قرن نوزدهم روی داد به این کشور آمده‌اند.

## کردهای ایزدی ارمنستان

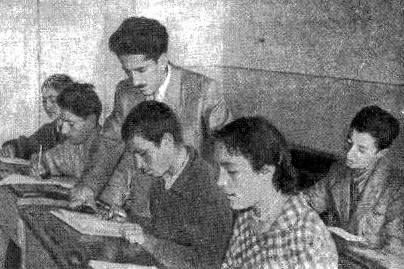
دانشجویان کرد در ارمنستان شوروی

در حال حاضر کردهای ایزدی بزرگترین اقلیت ارمنستان به شمار می‌روند. آن‌ها کردهایی هستند که دین اصلی خود را حفظ کرده‌اند. ایزدیان به زبان کُردی کرمانجی (کرمانجی شمالی) سخن می‌گویند و تقریباً تمامی متون مقدس آن‌ها به این زبان است.
کردها اکثراً در بخش غربی ارمنستان زندگی می‌کنند. کردهای شوروی سابق در دهه ۱۹۲۰ شروع به نوشتن کردی با الفبای ارمنی کردند، اما از در ۱۹۲۷ رسم‌الخط خود را به به لاتین و از ۱۹۴۵ به سیریلیک تغییر دادند و اکنون به سیریلیک و لاتین می‌نویسند. کردها یک رادیو و روزنامه تأسیس کردند.